# Gaspar Claus
Gaspar Claus (geboren op 21 augustus 1983) is een Franse cellist, componist en producer. Hij staat bekend om zijn experimentele benadering waarin hij hedendaagse muziek, improvisatie, traditionele invloeden en multidisciplinaire samenwerkingen combineert.Hij is ook oprichter van het onafhankelijke label Les Disques du Festival Permanent.

## Biografie
Gaspar Claus is de zoon van flamencogitarist Pedro Soler en groeide op in een artistiek milieu.
Hij begon op vijfjarige leeftijd cello te spelen in Banyuls-sur-Mer, vervolgde zijn muzikale opleiding aan het Conservatorium van Perpignan (1990–2000) en studeerde ook bij Philippe Muller (1996–2000).
Daarnaast behaalde hij in 2007 een bachelor in de filosofie aan de Universiteit van Parijs IV – Sorbonne.

## Artistieke loopbaan

### Samenwerkingen en projecten
Gaspar Claus ontwikkelde al vroeg een veelzijdige benadering van de cello en ging actief op zoek naar artistieke ontmoetingen.
Hij werkt regelmatig samen met zijn vader Pedro Soler, onder meer aan de albums Barlande (2014) en Al Viento (2016) (InFiné), en op Serrana (2017) met zangeres Inés Bacán.
Hij werkte ook samen met zangeres Marion Cousin, en met bekende namen uit de experimentele muziek zoals Serge Teyssot-Gay (Noir Désir), Joëlle Léandre, Casper Clausen (Efterklang) en Aidan Baker.
Samen met Christelle Lassort en Carla Pallone vormt hij het strijktrio Vacarme.
Hij werkte ook samen met internationale artiesten zoals Bryce Dessner, Jim O’Rourke, Matt Elliott en Sufjan Stevens, wat zijn open en grensoverschrijdende benadering van muziek weerspiegelt.
Een sleutelfiguur in zijn parcours is filmmaker en muziekreiziger Vincent Moon, die sterk bijdroeg aan Claus’ nieuwsgierigheid en gehechtheid aan muzikale diversiteit wereldwijd.
Zijn project One Night Stand weerspiegelt zijn passie voor spontane artistieke uitwisselingen: bij elke editie nodigt hij muzikanten van verschillende achtergronden uit om samen te creëren (tot nu toe in Parijs en Berlijn).
Hij werkt ook mee aan podiumproducties, zoals theater met Mathilde Delahaye (Je vous écoute, TNS), performances met Denis Lavant (Nijinski), choreografische projecten met Mélanie Perrier (Quand j’ai vu mon ombre vaciller), muzikale lezingen en hybride concerten.

## Discografie (selectie)

### Soloalbums
- Tancade (2021) – InFiné / Les Disques du Festival Permanent
- 2359 (EP, 2022)
- Scaphandre (EP, 2023)
- Le Fil (2024) – originele filmmuziek van Daniel Auteuil, officiële selectie (buiten competitie) op het filmfestival van Cannes
- Un Monde Violent (2025) – originele filmmuziek van Maxime Caperan

### Samenwerkingsprojecten
- Barlande (2014) en Al Viento (2016), met Pedro Soler
- Jo estava que m’abrasava (2016), met Marion Cousin
- Claus & Clausen (2016), met Casper Clausen
- Serrana (2017), met Inés Bacán en Pedro Soler
- Kintsugi / Yoshitsune (2017), met Serge Teyssot-Gay en Kakushin Nishihara
- Orchard (2018), met Aidan Baker, Maxime Tisserand en Franck Laurino
- Vacarme (sinds 2017), met Christelle Lassort en Carla Pallone

## Filmmuziek
- Makala (2017), van Emmanuel Gras — Grote Prijs van de Semaine de la Critique, filmfestival van Cannes
- Vif Argent (2019), van Stéphane Batut — Prix Louis-Delluc en Prix Jean Vigo, ACID-selectie Cannes
- Kongo (2019), van Hadrien La Vapeur en Corto Vaclav — ACID-selectie Cannes
- Le Fil (2024), van Daniel Auteuil — officiële selectie buiten competitie, filmfestival van Cannes
- Un Monde Violent (2025), van Maxime Caperan — originele soundtrack gecomponeerd door Gaspar Claus

## Films en documentaires
In 2023 verscheen hij samen met zijn vader Pedro Soler in de muzikale documentaire Entrañas, geregisseerd door Thomas Rabillon.
De film, opgenomen in de regio Albi, volgt hun muzikale en familiale band via concerten en ontmoetingen. De film is online beschikbaar op Arte Concert.

## Concerten en podia
Gaspar Claus heeft opgetreden in verschillende Franse zalen, zoals de Philharmonie de Paris, Olympia, Bouffes du Nord, Le Lieu Unique, La Passerelle (Saint-Brieuc), Palais de Tokyo, Théâtre National de Strasbourg, Fondation Louis Vuitton en Maison de la Poésie. Ook internationaal speelde hij op podia zoals de Barbican (Londen), Le Poisson Rouge (New York), All Tomorrow’s Parties (Verenigd Koninkrijk) en Villa Medici (Rome).
Hij nam deel aan verschillende festivals, zoals Jazz à Porquerolles, Nuits de Fourvière, Festival Yeah!, Printemps de Bourges, Festival van Avignon, People Festival (Berlijn), Mawazine (Marokko)

## Stijl en invloeden
Gaspar Claus verkent muzikale genres en tradities zonder hiërarchie: hedendaagse muziek, flamenco, chanson, noise, elektronische en geïmproviseerde muziek.
Hij beschouwt de cello als een organisch instrument dat rijke texturen creëert.
Zijn invloeden omvatten zowel klassieke als populaire muziek, mondelinge tradities en experimentele vormen.

## Onderscheidingen
- 2017: Grote Prijs van de Semaine de la Critique voor Makala
- 2019: Prix Louis-Delluc en Prix Jean Vigo voor Vif Argent
- 2024: Officiële selectie (buiten competitie) voor Le Fil, filmfestival van Cannes